# Tobias Krantz
Tobias Kjell Bertil Krantz (ur. 7 kwietnia 1971 w Bankeryd w Gminie Jönköping) – szwedzki polityk, działacz Ludowej Partii Liberałów, od 2009 do 2010 minister szkolnictwa wyższego.

## Życiorys
Ukończył w 1995 studia licencjackie z zakresu polityki, ekonomii, historii i języka francuskiego na Uniwersytecie w Uppsali. Na tej samej uczelni rozpoczął pracę w charakterze wykładowcy, a w 2002 obronił doktorat z nauk politycznych. Od 1994 do 1999 był także publicystą w czasopiśmie „Upsala Nya Tidning”. W latach 1996–1999 pełnił funkcję wiceprzewodniczącego organizacji młodzieżowej działającej przy Ludowej Partii Liberałów.
W 2002 i 2006 uzyskiwał w wyborach parlamentarnych mandat posła do Riksdagu. W czerwcu 2009 został powołany w skład rządu Fredrika Reinfeldta. Objął stanowisko ministra szkolnictwa wyższego i badań naukowych w resorcie edukacji, zastępując wieloletniego przywódcę liberałów, Larsa Leijonborga. Urząd ten sprawował do 5 października 2010. W wyborach w 2010 uzyskał reelekcję do Riksdagu na czteroletnią kadencję.